# Joe Ridgway
Joseph Arthur „Joe“ Ridgway (* 25. April 1873 in Chorlton-cum-Hardy; † 1930) war ein englischer Fußballspieler. Der Torhüter bestritt in den 1890ern 14 Partien für Newton Heath in der Football League Second Division.

## Karriere
Ridgway spielte für West Manchester in der Lancashire League, bevor er im Juli 1895 in die Football League Second Division zu Newton Heath aus dem gleichnamigen Stadtteil von Manchester kam. Als Ersatzkeeper hinter Billy Douglas bestritt Ridgway in der Spielzeit 1895/96 sechs Einsätzen und zeigte dabei solide Leistungen. Verletzungspech limitierte seine ohnehin knappen Einsatzzeiten in den folgenden Jahren. Im Februar 1896 brach er sich im FA-Cup-Wiederholungsspiel bei der 1:5-Niederlage gegen Derby County bei einem Schuss von Steve Bloomer einen Finger. Kaum sieben Monate später agierte Ridgway,  der sich gelegentlich zu abenteuerlichen Ausflügen außerhalb des eigenen Tores hinreißen ließ, zu Beginn der Saison 1896/97 als Stammtorhüter der „Heathens“, verletzte sich aber am 5. Spieltag gegen Grimsby Town schwer. Die Vereinsverantwortlichen verpflichteten daraufhin als Ersatz den schottischen Nationaltorhüter Frank Barrett vom FC Dundee, der die folgenden vier Jahre Stammtorhüter des Klubs war. Ridgway kam lediglich in der Saison 1897/98 zu weiteren drei Einsätzen, bevor er im Dezember 1901 Manchester verließ und zu Rochdale Town wechselte.